# Berghausen (Altmannstein)
Berghausen ist ein Gemeindeteil des Marktes Altmannstein im oberbayerischen Landkreis Eichstätt.

## Lage
Das Kirchdorf liegt auf der Hochfläche des südöstlichen Ausläufers der Frankenalb auf ca. 430 – 440 m Meereshöhe etwa einen Kilometer nördlich von Altmannstein. Durch den Ort führt die Straße Altmannstein – Hexenagger.

## Geschichte
Berghausen wurde erstmals im Jahre 972 als „Perchusa“ urkundlich erwähnt. 1030 wurde dort eine Kirche dem heiligen Nikolaus von Myra geweiht. Im 13. Jahrhundert ist ein Ortsadeliger namens Ulrich de Perchusa nachweisbar. In der Mitte des 15. Jahrhunderts gelangte der Ort, nachdem er ca. 250 Jahre in Besitz des Regensburger Klosters Sankt Emmeram war, in den Besitz der Herren von Hexenhagger. Diese waren Besitzer einer gleichnamigen Burg (heute Schloss Hexenagger) und sind von 928 bis 1480 urkundlich erwähnt. 1485 gelangte die Burg durch Heirat an die Familie der Grafen von Helfenstein, welche die Festung 1528 an Herzog Wilhelm von Bayern veräußerte. Dieser gab Hexenagger der Familie von Muggenthal zu Lehen. Nachdem die Burg im Dreißigjährigen Krieg zerstört worden war, wurde sie von den Muggenthalern als Schloss wieder aufgebaut.
Seit der Gemeindegebietsreform, die am 1. Januar 1972 in Kraft trat, gehört Berghausen zum Markt Altmannstein, vorher war die Ortschaft eine eigenständige Gemeinde. 1983 bestand der Ort aus 15 Anwesen mit 93 Einwohnern.

## Kirche
Die katholische Kirche St. Nikolaus, eine Nebenkirche von Sollern, ist ein kleiner Bau, der um 1760 unter Verwendung der alten Langhausmauern neu entstand. Er ist mit einem bemerkenswerten Deckenbild ausgestattet, das wie ein Votivbild gestaltet ist und die von verschiedenen Heiligen verehrte Maria zeigt. Es wurde 1764 im Auftrag des Bauern Andreas Zieglmayr gemalt. Die Neorenaissance-Altäre der Kirche wurden im 19. Jahrhundert aufgestellt. Ein Vortragskreuz mit dem Heiligen Sebastian und der Opferstock sind Werke von Johann Georg Günther dem Älteren (1704–1783).

## Sonstiges
Südwestlich des Ortes steht am Weg nach Sollern ein gemauerter Kapellenbildstock aus dem 19. Jahrhundert.